# Pár dollárral többért
A Pár dollárral többért (Per qualche dollaro in più) egy 1965-ös olasz-spanyol-NSZK spagettiwestern, amelyet Sergio Leone rendezett, és a főszerepre ismét Clint Eastwoodot kérte fel. Ez Leone Dollár-trilógiájának második „meséje”, amelyet Amerikában két évvel a film befejezése után, 1967-ben mutattak be.

## Történet
Mortimer ezredes, a polgárháború tisztje megtudja, hogy egy veszedelmes bűnöző, Indio megszökött a börtönből. A szökevény fejére hatalmas vérdíjat tűztek ki, de a volt katona nem csak ezért ered a nyomába: Indio felelős az ezredes húgának haláláért, Indio ugyanis megölte a lány szerelmét, majd megbecstelenítette. A lány elvette tőle revolverét, ám saját magát sebezte halálra. Ez az emlék Indiót mindvégig elkíséri, nyilván szerelmes volt a lányba és egy olyan zenélő zsebóra van nála, amibe a lány képét illesztették bele. Ennek a zenéjére vívja meg Indio a párbajait.
Egy fejvadász is Indio nyomába ered, és eleinte megpróbálja kijátszani Mortimert, de hamarosan a két üldöző egyesült erővel folytatja a vadászatot. Megtudják, hogy Indio bankrablásra készül, és úgy döntenek, inkább a rablás után csapnak le a szökevényre – így egy pár dollárral több ütheti a markukat.
Indio bizalmába férkőzik a névtelen fejvadász, és eltereli a helyi seriff figyelmét addig, amíg a gazember kirabolja a bankot. A rablás után azonban eljön az igazság pillanata, és előkerülnek a fegyverek, s amikor az óra utoljára kattan, Indio napja is leáldozik.

## A produkció
Az Egy maréknyi dollárért sikere után több filmgyártó azt kívánta Sergio Leonétől és újdonsült producerétől, hogy készítsék el a folytatást. Így meg kellett kérniük Clint Eastwoodot, hogy ismét játssza el a Névtelen Férfi szerepét. Eastwood azonban akkor még nem látta az első filmet, így nem nagyon állt készen arra, hogy szerepeljen a folytatásban. Mivel az Egy maréknyi dollárért angol változata még nem készült el, Leone egy olasz kópiát mutatott meg Eastwoodnak, aki erre ismét elvállalta a szerepet.
Miként az előző részt, ezt a filmet is Almeríában forgatták.
A tervező, Carlo Simi megépítette El Paso városát a sivatagban. Ez a díszlet még sok spanyol és olasz western számára jött jól és az 1970-es évek közepéig használták. A helyszín azóta is turistákat vonz oda. Agua Caliente városa, ahova Indio és társai a bankrablás után menekülnek, Albaricoques, egy kis falu a Nijar síkságon, nagyon hasonlít a mexikói falvak szerkezetére, ezért is használták fel a filmesek, viszont itt nem forgattak más spagettiwesternt, mivel a lakosság nem járult hozzá.

Eastwood a Névtelen Férfi szerepében

Gian Maria Volonté El Indio szerepében

## Szereposztás
| Szerep                           | Színész            | Magyar hangja (1. szinkron) | Magyar hangja (2. szinkron) |
| -------------------------------- | ------------------ | --------------------------- | --------------------------- |
| Monco                            | Clint Eastwood     | Szakácsi Sándor             | Kautzky Armand              |
| Douglas Mortimer ezredes         | Lee van Cleef      | Sinkovits Imre              | Reviczky Gábor              |
| El Indio / Indián                | Gian Maria Volonté | Kézdy György                | Rosta Sándor                |
| Mary                             | Mara Krupp         | Tóth Enikő                  | Bede Fazekas Anna           |
| Groggy / Részeges                | Luigi Pistilli     | Dörner György               | Jakab Csaba                 |
| Wild / Vadóc / Púpos             | Klaus Kinski       | Kaszás Attila               | Kolovratnik Krisztián       |
| 0reg próféta                     | Joseph Egger       | Kenderesi Tibor             | Kun Vilmos                  |
| Sancho Perez                     | Panos Papadopulos  | Izsóf Vilmos                | Balázsi Gyula               |
| Luke / Jurij                     | Benito Stefanelli  | ?                           | ?                           |
| Állomásfőnök                     | Roberto Camardiel  | ?                           | ?                           |
| 11 Cuccillo / Késes              | Aldo Sambrell      | Kránitz Lajos               | ?                           |
| 13 Tucumcari-i seriff / távírász | Tomás Blanco       | Kisfalussy Bálint           | Gruber Hugó                 |
| 14 Tomaso                        | Lorenzo Robledo    | Kovács István               | Németh Gábor                |
| 15 Tucumcari-i bankigazgató      | Sergio Mendizábal  | Varga T. József             | R. Kárpáti Péter            |
| 17 Lány a kádban                 | Diana Rabitol      | ?                           | Ősi Ildikó                  |
| 22 Vörös Cavanaugh               | José Marco         | Balázsi Gyula               | ?                           |
| 23 White Rocks-i seriff          | Guillermo Méndez   | Helyey László               | Szokolay Ottó               |
| 25 El Paso-i bankigazgató        | Carlo Simi         | Perlaki István              | Áron László                 |
| Blackie, Indio bandájának tagja  | Frank Braña        | ?                           | ?                           |

## A film megjelenése Magyarországon
A Pár dollárral többért című film, csak úgy, mint az elődje, ez a rész is feliratosan került a magyar mozikba az 1980-as évek elején, itt is a MOKÉP volt a moziforgalmazó. 1989-ben az InterVideo megjelentette a film VHS változatát a videótékák számára, amely teljes, feliratos változatban volt látható (a feliratozott cím: "Pár dollárral többért" volt), néhány évvel később az InterVideo megjelentette a film szinkronos változatát, ami egy vágott kópiát tartalmazott, a VHS-kazettán lévő címkén a cím: "Még pár dollárral többért" volt, de a bemondott cím: "Még pár dollárral több". A filmhez ekkor készült el az első magyar szinkron. 1989.11.10.-én a Magyar TV levetítette a filmet, "Még pár dollárral több" címmel és az InterVideo VHS-hez hasonlóan, egy teljes képernyős, hiányos kópiával került vetítésre. 
2000 augusztus 13-án a TV2 a filmet "Pár dollárral többért" címmel vetítette le. Majd 2002 július 25.-én az RTL Klub a trilógia keretében szintén levetítette a filmet, ugyanezen a címen. 2005-ben a InterCom Zrt. kiadta a film DVD verzióját, amelyre az első szinkron került rá, de már az eredeti, szélesvásznú kópiával volt látható. 2007-ben az MGM tv-csatorna a műsorára tűzte a filmet újfent "Pár dollárral többért" címmel és ekkor egy feltehetően immáron negyedik magyar szinkron is napvilágot látott. 
2010-ben, szintén az InterCom Zrt. forgalmazásában megjelent a Pár dollárral többért Blu-ray változata, amelyre csak úgy, mint a DVD-nél az első magyar szinkron ill. az előbb említett szélesvásznú kópia került.

## Érdekességek
- Leone eredetileg Lee Marvint akarta Mortimer ezredes szerepére.
- Mint az előző filmben, Eastwood itt is a Névtelen Férfit játssza, ám itt most nem Joe-nak neveznek el mások, mint az előző részben, hanem Moncónak.
- Eastwood poncsója a három film forgatása alatt egyszer sem volt kimosva, foltozva viszont igen, mivel az előző film folyamán hét golyó is érte a ruhadarabot és Eastwood ugyanazt viselte ebben is. A filmben ezért jól láthatók a megjavított területek.
- Gian Maria Volonté ebben a filmben is szerepel, noha az első részben Joe lelőtte az általa megformált szereplőt. Ez is azt bizonyítja, hogy a „Dollár-trilógia” mindhárom része egymástól különálló történet.
- Mario Brega, aki már az előző részben is fontos szerepet játszott, újra felbukkan és ismét egy mexikói verőlegény, Niño szerepében. Niño félszemén hályog van és sebhelyesarcú, ezt a külső hatást sminkkel és kontaktlencsével érték el a trükkmesterek. A trilógia utolsó epizódjában, A Jó, a Rossz és a Csúfban Brega Wallace jenki tizedes szerepében ismét egy termetes keményfiút játszott, aki ugyanúgy sebhelyes és félszemű. Mindehhez természetesen az előző film kellékeit használták.